# 鄧不利多的軍隊
鄧不利多的軍隊（簡稱），是J·K·羅琳小說《哈利·波特》中，由三名主角哈利·波特、榮恩·衛斯理和妙麗·格蘭傑於中所成立的學生社團，以對抗霍格華茲高級調查官桃樂絲·恩不里居，以及學習實用的黑魔法防禦術。

## 概要

### 歷史
在中，由於魔法部部長康尼留斯·夫子錯誤地恐懼阿不思·鄧不利多正準備組建一支學生軍隊用以推翻他，以致新任的黑魔法防禦術教授桃樂絲·恩不里居選擇於課堂上只教授這門學科的基本理論原理，而不是實際應用教學。這種純理論的教學方式在學生中普遍不受歡迎，尤其經已是五年級的學生，並且必須在該年的稍後時間進行普等巫測（O.W.Ls），就如哈利·波特一樣。哈利還認為，儘管魔法部堅決拒絕接受佛地魔經已回歸的事實，缺乏實踐經驗的他們會更容易受到佛地魔勢力的攻擊。由於魔法部禁止學生實際演練咒語，這促使學生們為提升自己防禦魔法的能力而設立一些組織，而妙麗·格蘭傑建議成立一個暗中學習黑魔法防禦術的學生組織，並讓哈利擔任領導者及教導實用的黑魔法防禦術知識。
在組織名稱方面，張秋最初建議將它稱為「防禦術聯盟（Defence Association，簡稱D.A.）」作為正式名稱，然而金妮·衛斯理提出以「鄧不利多的軍隊（Dumbledore's Army，亦簡稱為D.A.）」來嘲弄魔法部的偏執狂，並表明該組織對鄧不利多的忠誠，而這個名稱最終獲選為正式名稱。D.A.成員大都是哈利的朋友和同學，他們來自葛來分多、赫夫帕夫及雷文克勞學院，截至《鳳凰會的密令》尾聲時，哈利於葛來分多的同級生全都是D.A.成員，除了丹尼·克利維，其餘的人都是4年級至7年級的學生，該組織的成員有29人（西莫中途加入）。由於魔法部恐怕鄧不利多籌組軍隊，當桃樂絲·恩不里居得知這個組織的存在後，她取締了所有未經批准的學生組織的成立，因此讓D.A.成為了非法組織。由於成為了非法組織的關係，D.A.的會議設於萬應室秘密進行，並透過由妙麗利用假的金加隆錢幣再施展施展多身咒來創造魔法假加隆向各成員作出通知及聯絡。
當張秋的朋友—毛莉·邊坑把該組織出賣給恩不里居（電影中的是張秋本人受到吐真劑的影響下），由於妙麗對D.A.成員名單施了咒語，毛莉·邊坑的出賣因此使她被詛咒臉上長滿青春痘，而組織的活動也於學期中期停止了。後來，為了阻止哈利被開除和其他成員受到指控，鄧不利多聲稱為該組織承認責任，然後在魔法部官員試圖逮捕他時逃脫，暫時離開了霍格華茲。雖然D.A.在這些事件之後停止了會議，然而三名成員—金妮、奈威和露娜於第五集小說的結尾中跟哈利、榮恩和妙麗一起參與神秘事務司的戰鬥。
在中，由於哈利、榮恩和妙麗在外尋找分靈體，所以讓金妮、奈威和露娜成為了領導者的代理人。然而D.A.經已不存在，使奈威和露娜心煩意亂。後來，哈利因發現跩哥·馬份有不尋常行動，並且在發現他的計謀即將得逞時，三人召集D.A.成員制止他，但只有金妮、奈威及露娜能夠即時作出回應。當霍格華茲被食死人入侵時，他們是在隨後的戰鬥中加入成為鳳凰會的成員。
在中，哈利、榮恩和妙麗都不在霍格華茲，D.A.成員於金妮、奈威和露娜的帶領下重新團結起來，讓更多反食死人的學生們加入，並開始進行秘密反抗霍格華茲新任校長賽佛勒斯·石內卜的行動。然而，露娜於聖誕節被綁架，以及金妮於復活節期間的離開，讓奈威作為D.A.的領導者呆了幾個星期。奈威告訴哈利指，麥可·寇那因為試圖從監禁中救出一個一年級男孩而遭到食死人卡羅兄妹的折磨。此後，這群人在萬應室裡躲避食死人，利用通往豬頭酒吧的秘密通道尋找食物。D.A.成員相信若哈利回來的話，他會帶領大家發起一場反對石內卜與卡羅兄妹的革命，但當他最初拒絕讓大家提供協助時，這讓眾人感到很失望。其後，哈利確實領導了一場即興的反抗，但只有他自己、露娜、麥教授、芽菜教授、孚立維教授及史拉轟教授參與其中，而哈利和露娜收拾了卡羅兄妹，而教授們（在麥教授與哈利的支持下）趕走了石內卜。在小說的高潮部分，鄧不利多的軍隊跟鳳凰會一起於霍格華茲大戰中扮演著重要角色，讓哈利有足夠的時間尋找餘下的分靈體。

### 後續
在舞台劇《哈利波特－被詛咒的孩子》中，它創造了一個平行時空，佛地魔在當中於霍格華茲大戰中勝出，把哈利殺死了並戰勝了魔法世界。榮恩和妙麗帶領著鄧不利多的軍隊之殘餘成員。在20年後，石內卜於這個現實中仍然活著，還在霍格華茲任教，D.A.的殘餘成員在石內卜的暗中幫助下仍然對全能的佛地魔進行無望的抵抗。最終，這些D.A.的殘餘成員選擇犧牲自己來掩護跩哥·馬份的兒子—天蠍·馬份逃脫，好讓他能夠恢復哈利獲勝的時間線。

## 已知成員名單
| 序號 | 中文姓名        | 英文姓名               | 性別 | 年級  | 所屬學院 | 備註 |
| ---- | --------------- | ---------------------- | ---- | ----- | -------- | --- |
| 1    | 漢娜·艾寶       | Hannah Abbott          | 女   | 5年级 | 赫夫帕夫 | 哈利的同齡同學，她被描述擁有一張「粉紅色的臉」，她把一頭金色的頭髮梳成短辮子。在《》中，漢娜被任命為級長並加入了鄧不利多的軍隊。後來漢娜於《》中，其母親被食死人謀殺後離開了霍格華茲，但她在結局中又回來參與霍格華茲大戰。成年後的漢娜成為了破釜酒吧的女房東，並跟奈威·隆巴頓結婚。 |
| 2    | 凱蒂·貝爾       | Katie Bell             | 女   | 6年级 | 葛來分多 | 凱蒂在二年級時以追蹤手的身份加入葛來分多魁地奇球隊的學生（哈利於一年級），並在她六年級的時候加入了鄧不利多的軍隊。凱蒂於《》中因不小心觸碰了跩哥·馬份打算送給鄧不利多的項鍊而受到嚴重詛咒，並在聖蒙果醫院住院數月。在《》中，凱蒂重新加入了鄧不利多的軍隊並參與霍格華茲大戰。 |
| 3    | 蘇珊·波恩       | Susan Bones            | 女   | 5年级 | 赫夫帕夫 | 哈利的同齡同學，她是魔法部官員愛蜜莉·波恩，以及鳳凰會已故成員艾加·波恩的侄女。 |
| 4    | 泰瑞·布特       | Terry Boot             | 男   | 5年级 | 雷文克勞 | 哈利的同齡同學，他跟室友米高·寇那和是親密的朋友。 |
| 5    | 文妲·布朗       | Lavender Brown         | 女   | 5年级 | 葛來分多 | 請參閱下面的部分。 |
| 6    | 張秋            | Cho Chang              | 女   | 6年级 | 雷文克勞 | 請參閱下面的部分。 |
| 7    | 米高·寇那       | Michael Corner         | 男   | 5年级 | 雷文克勞 | 哈利的同齡同學，米高與金妮·衛斯理於聖誕舞會後相遇並發展了一段情感關係，但在葛來分多於魁地奇盃決賽中擊敗雷文克勞之後，米高表達了他對賽果的不滿，這段關係便結束了。後來，他看到剛與哈利分手的張秋。在《》中，米高由於在石內卜擔任霍格華茲校長期間嘗試把一名一年級男孩從囚禁中解救出來而遭到卡羅兄妹的折磨，導致鄧不利多的軍隊於哈利回來之前停止運作。                                                                                                |
| 8    | 柯林·克利維     | Colin Creevey          | 男   | 4年级 | 葛來分多 | 請參閱下面的部分。 |
| 9    | 丹尼·克利維     | Dennis Creevey         | 男   | 2年级 | 葛來分多 | 請參閱下面的部分。 |
| 10   | 毛莉·邊坑       | Marietta Edgecombe     | 女   | 6年级 | 雷文克勞 | 張秋於雷文克勞女友人中咯咯傻笑骨幹隊伍的成員；毛莉的母親於魔法部的呼嚕網絡管理局工作。毛莉出於來自張秋的同儕壓力下不情願地加入了鄧不利多的軍隊。當桃樂絲·恩不里居威脅到其母親的工作時，毛莉成為了恩不里居的線人並背叛了組織，這並非沒有後果：在第一次會議上，所有成員在豬頭酒吧簽名的羊皮紙被妙麗施展詛咒，這導致任何違反誓言的人臉上爆發著「打小報告者（SNEAK）」字樣的紫色膿皰。在《》中，毛莉並沒有出現，她的背叛由張秋於吐真劑的影響下進行的。 |
| 11   | 賈斯汀·方列里   | Justin Finch-Fletchley | 男   | 5年级 | 赫夫帕夫 | 哈利同齡的麻瓜出身同學。賈斯汀於《》裡被蛇妖暫時石化，只是在差點沒頭的尼克的干預下才免於死亡。 |
| 12   | 西莫·斐尼干     | Seamus Finnigan        | 男   | 5年级 | 葛來分多 | 請參閱下面的部分。 |
| 13   | 安東尼·金坦     | Anthony Goldstein      | 男   | 5年级 | 雷文克勞 | 哈利同齡的同學。在《》中，安東尼跟芭瑪·巴提一起被任命為雷文克勞的級長，並一起加入了鄧不利多的軍隊。他於《》裡是眾多D.A.成員中的一人，在進入霍格華茲大戰之前，他們躲於萬應室裡，並熱情地迎接哈利回到霍格華茲。 |
| 14   | 妙麗·格蘭傑     | Hermione Granger       | 女   | 5年级 | 葛來分多 | 鄧不利多的軍隊的創始人之一，兼任副領袖。作為級長的妙麗想到了開設秘密的防禦術課堂的想法，並鼓勵哈利成為領導者。 |
| 15   | 莉娜·強生       | Angelina Johnson       | 女   | 7年级 | 葛來分多 | 比哈利年長兩歲的同學，自二年級起就一直成為葛來分多魁地奇球隊的追蹤手，並在哈利五年級的時候取代奧利弗·木透成為魁地奇隊長。在《》結束時，她於進行最後一戰時回到霍格華茲。 |
| 16   | 李·喬丹         | Lee Jordan             | 男   | 7年级 | 葛來分多 | 比哈利年長兩歲的同學，弗雷和喬治·衛斯理的密友，擔任霍格華茲的魁地奇評述員。在《》中，李成為了地下電台的臥底主播，在一個名為《波特觀察（Potterwatch）》的反魔法部廣播電台上以化名「河流（River）」進行廣播，該電台支持著哈利與鳳凰會的活動。李跟喬治·衛斯理於霍格華茲大戰中成功拿下了食死人科班·牙克厲。 |
| 17   | 奈威·隆巴頓     | Neville Longbottom     | 男   | 5年级 | 葛來分多 | 哈利同齡的同學，在哈利、榮恩和妙麗於《》中缺席的期間，作為鄧不利多的軍隊的領袖代理人。 |
| 18   | 露娜·羅古德     | Luna Lovegood          | 女   | 4年级 | 雷文克勞 | 露娜是比哈利年幼一級的同學，也是金妮的好友。她被描述為有一頭散落及腰的骯髒金髮、灰色的眼睛，和「永久吃驚的樣子」。羅琳經常指露娜是「跟妙麗相反」，因為妙麗「具邏輯和不靈活」，這跟「在早餐前相信10件不可能事情」的露娜有所不同。 |
| 19   | 阿尼·麥米蘭     | Ernie Macmillan        | 男   | 5年级 | 赫夫帕夫 | 哈利同齡的同學，被描述為一個粗壯的男孩，個性偶爾浮誇但善意，是連續九代為純血巫師與女巫的後裔。阿尼於《》中最初認為哈利就是史萊哲林的傳人，並應該對襲擊麻瓜出身的學生負上責任。然而，在妙麗被石化後，阿尼意識到自己的錯誤並向哈利道歉。阿尼於五年級的時候成為赫夫帕夫的級長，並加入到鄧不利多的軍隊。他是少數公開支持哈利與鄧不利多關於佛地魔回歸說法的霍格華茲學生之一。他於《》中參與霍格華茲大戰。                                               |
| 20   | 芭瑪·巴提       | Padma Patil            | 女   | 5年级 | 雷文克勞 | 請參閱下面的部分。 |
| 21   | 芭蒂·巴提       | Parvati Patil          | 女   | 5年级 | 葛來分多 | 請參閱下面的部分。 |
| 22   | 哈利·波特       | Harry Potter           | 男   | 5年级 | 葛來分多 | 創立者兼領袖。 |
| 23   | 迦利亞·史密     | Zacharias Smith        | 男   | 5年级 | 赫夫帕夫 | 赫夫帕夫學院魁地奇球隊的追蹤手，他被形容為惹人討厭和令人惱怒的人，並經常對哈利有意見。他對哈利的說法抱著最懷疑的態度但仍加入到鄧不利多的軍隊。在《》中，撒迦利亞在學期中把魁地奇比賽的解說職責跟露娜分開。鄧不利多死後，其「看似傲慢的」父親於鄧不利多葬禮前護送他離開霍格華茲，以暗示他並不支持鄧不利多和他的政策。在《》中，霍格華茲大戰之前，有人看到他推著年幼學生前往疏散點，而不是留下來跟鄧不利多的軍隊成員並肩作戰。                       |
| 24   | 艾麗西亞·史賓特 | Alicia Spinnet         | 女   | 7年级 | 葛來分多 | 艾麗西亞是比哈利年長兩歲的同學，葛來分多學院魁地奇球隊的追蹤手。她於最後一輯小說中回到霍格華茲，並於霍格華茲大戰中保衛學校。 |
| 25   | 丁·湯瑪斯       | Dean Thomas            | 男   | 5年级 | 葛來分多 | 請參閱下面的部分。 |
| 26   | 弗雷·衛斯理     | Fred Weasley           | 男   | 7年级 | 葛來分多 | 衛斯理家中愛玩鬧的雙胞胎，喬治的孿生兄弟，比哈利年長兩歲，於霍格華茲大戰中陣亡。 |
| 27   | 喬治·衛斯理     | George Weasley         | 男   | 7年级 | 葛來分多 | 衛斯理家中愛玩鬧的雙胞胎，弗雷的孿生兄弟，比哈利年長兩歲。 |
| 28   | 金妮·衛斯理     | Ginevra Weasley        | 女   | 4年级 | 葛來分多 | 金妮於該小組的首次會議中建議使用「鄧不利多的軍隊」作為名稱。在《》裡，在哈利、榮恩與妙麗缺席的情況下，她跟奈威和露娜一起成為鄧不利多的軍隊的領袖代理人，繼續運作鄧不利多的軍隊的事務。 |
| 29   | 榮恩·衛斯理     | Ronald Weasley         | 男   | 5年级 | 葛來分多 | 鄧不利多的軍隊的創始人之一。 |

## 著名成員

### 文妲·布朗
文妲·布朗（英語：Lavender Brown）是跟哈利同屆的葛來分多學院學生。她是其室友芭蒂·巴提的密友，兩人似乎也跟西碧·崔老妮教授有著相當密切的關係，後者於她的各種危機中安慰和支持著她。在中，雖然她是鄧不利多的軍隊的創始成員之一，然而她最初也相信魔法部對哈利的抹黑。在中，文妲成為了榮恩的第一任女朋友幾個月，他享受著讓妙麗嫉妒的機會，並證明自己可以隨他所願擁吻的人。越來越明顯的是，榮恩並非特別迷戀文妲，而是實際上覺得她很煩人。文妲開始嫉妒榮恩與妙麗的友誼，因為她看見二人一起離開從哈利的宿舍離開，她便認為二人一直單獨在一起，並沒有意識到哈利在他的隱形斗篷之下，此時她終於跟榮恩分手了。在的霍格華茲大戰中，文妲被焚銳·灰背攻擊，後者遭崔老妮教授投擲的水晶球擊退。在《哈利波特：死神的聖物2》中，當中把她描述為明顯死於襲擊，然而其命運從未於小說的內容中明確地說明。

### 張秋
張秋（英語：Cho Chang）據說星座為金牛座，是比哈利高一屆的雷文克勞學院學生，也是雷文克勞魁地奇球隊的搜捕手。她有一頭深色的長髮並且被描述為「非常漂亮」，經常跟一群咯咯傻笑骨幹隊伍的雷文克勞女友人結伴在一起。她最為人所知的是成為哈利·波特的初戀對象。在中，哈利對張秋的迷戀越演越烈，使他鼓起勇氣邀請她參加三巫鬥法大賽的其中一個必要的活動—聖誕舞會，然而張秋道歉並回覆他指自己之前經已接受了西追·迪哥里提出的邀請。儘管如此，張秋依舊對哈利很友善，這讓他鬆了一口氣，而且她拒絕佩戴跩哥·馬份的「臭波特」襟章。她跟西追維持著他們的關係，直到他被彼得·佩迪魯按照佛地魔的命令下謀殺。
張秋是在中首批相信哈利指佛地魔回歸的學生之一，並在妙麗招募鄧不利多的軍隊的時候加入，因為她決心為西追的謀殺報仇並跟佛地魔戰鬥。在聖誕假期前的最後一次D.A.會議後，張秋於槲寄生下與哈利親吻，讓榮恩感到好笑的是，哈利把這個吻形容為「濕的」，但他隨後解釋指張秋當時正在哭泣。後來，哈利跟張秋於情人節約會，然而她對西追的去世持續悲痛，她也嫉妒哈利跟妙麗之間的友誼，而哈利對女孩的缺乏了解都造成了這次感情悲慘的經歷。二人的關係於毛莉·邊坑向恩不里居背叛，把鄧不利多的軍隊曝光後便結束了。張秋為其朋友的行為辯護，指毛莉只是犯錯了。在那年的最後一場魁地奇比賽之後，張秋開始跟米高·寇那約會。
在該系列的結局中，當張秋在參與霍格華茲之戰之前，她返回並加入到躲在萬應室的其他D.A.成員時，她展示了自己對霍格華茲的忠誠；哈利與張秋為了一個共同的事業而團結起來，以友好的方式出現。她與哈利分享了有關雷文克勞的王冕（佛地魔其中一個分靈體）的鮮為人知的信息。羅琳於2007年10月的一次簽書會期間指張秋後來嫁給了一個麻瓜。
在電影中，張秋在吐真劑（Veritaserum）的影響下把鄧不利多的軍隊暴露給恩不里居，然而在小說中，這个背叛的行為是由毛莉·邊坑故意地進行的。羅琳被批評透過張秋的名字和膚淺的刻畫來延續美國社會對東亞人的刻板印象。

### 柯林和丹尼·克利維
柯林和丹尼·克利維（英語：Colin and Dennis Creevey）是獲分配到葛來分多學院的兩名麻瓜出身兄弟，柯林與金妮·衛斯理同齡，而丹尼比柯林小兩歲。兩人都很高興發現他們自己是巫師，並且崇拜著哈利。柯林喜歡為值得纪念的人們、物品和事件拍照，然後寄回家給家人。當柯林試圖給蛇妖拍照時，他的相機後來獲證明是其救命稻草，而相機的鏡頭使他免受該生物的直接與致命的目光接觸，而柯林只是被石化了。儘管因年紀太小的關係，兩人無法參與霍格華茲大戰，然而柯林偷偷溜回城堡參戰，並於戰鬥中陣亡，而丹尼最後倖存了。

### 西莫·斐尼干
西莫·斐尼干（英語：Seamus Finnigan）是跟哈利·波特同齡的愛爾蘭人葛來分多學院學生，他被描述為有一頭沙褐色的頭髮。他的母親是一名女巫，而父親是麻瓜並於婚後才發現其妻子的秘密。西莫最好的朋友是同為室友的丁·湯瑪斯。在中，西莫最初受到魔法部對哈利的抹黑行動的影響，其母親更幾乎阻止他返回霍格華茲。然而，他後來意識到自己的錯誤並向哈利道歉，更加入到鄧不利多的軍隊成為該會後期的成員。西莫於中拒絕讓母親在鄧布利多的葬禮前帶他回家。在裡，據說西莫和幾名D.A.成員正躲於萬應室避難；他的臉在受到卡羅兄妹的懲罰後傷得很厲害，以至於哈利一開始未能把他認出來，直到他開口說話。在戰鬥中，他與露娜和阿尼透過召喚他們各自的護法來協助哈利對抗催狂魔。當哈利保護他和漢娜·艾寶免受佛地魔的詛咒之時，他最後一次被看到進入交誼廳參與最後階段的戰鬥。
斐尼干是為數不多能夠出現於所有八部電影中的幾個角色之一。一個反覆出現的主題是他有著施展魔法時導致物品爆炸的傾向，這一點得到了麥教授的認可，她要求斐尼干於霍格華茲大戰中發揮自己的才能，把霍格華茲的一座連接橋樑拆毀。

### 芭蒂和芭瑪·巴提
芭蒂·巴提（英語：Parvati Patil）是跟哈利·波特同齡的葛來分多學院學生，而其雙胞胎姊妹芭瑪·巴提（英語：Padma Patil）則是雷文克勞學院的學生。芭蒂跟文妲·布朗是密友的關係；她們特別喜歡西碧·崔老妮教授的占卜學課堂，並有很多共同的興趣。哈利與榮恩在裡需要聖誕舞會的舞伴時，芭蒂和芭瑪分別接受了哈利與榮恩提出的邀請。然而，那個晚上讓她們感到失望，因為哈利整個晚上都嫉妒地全神貫注在張秋跟西追·迪哥里的約會上而不屑跟芭蒂共舞，而榮恩整晚都在嫉妒妙麗跟維克多·喀浪（Viktor Krum）的約會，二人均對這個約會完全不感興趣。最終使芭蒂把哈利遺下了，並跟波巴洞的一個男孩跳舞，而芭瑪則被另一名男孩邀請跳舞。後來，芭蒂跟舞會上的那個男孩於活米村遇見。
在中，五年級的芭蒂跟她的孿生姐妹—成為了雷文克勞級長的芭瑪一起加入到鄧不利多的軍隊。在的結尾鄧不利多死後，姊妹倆幾乎被父母從霍格華茲帶走，並最終在鄧不利多去世後回家。然而，巴提雙胞胎姊妹於裡—她們七年級的時候回到霍格華茲，並參與霍格華茲大戰。
在哈利波特系列電影中，芭蒂是葛來分多學院的一員，而芭瑪則雷文克勞學院的學生。巴提（Patil）這個姓氏和外貌暗示著她們都是具印度血統的後裔。巴提是印度馬哈拉施特拉邦的一個常見馬拉提語姓氏。芭蒂名字的意思為「山的女兒」，那是源自印度教女神—生育女神之稱的帕爾瓦蒂；而芭瑪是梵文詞語中蓮花的意思，那是印度教女神—繁榮女神—拉克什米的別稱。她們在一起便構成了印度教女神三位一體的一部分。

### 丁·湯瑪斯
丁·湯瑪斯（英語：Dean Thomas）是跟哈利·波特同齡的葛來分多學院學生，也是西莫·斐尼干的挈友。他是個混血的學生—其父親是純血統巫師，而母親是個麻瓜，他對自己的血統保密。丁的父親在他還很小的時候就離開了他的家人，試圖保護他們免受食死人的傷害，並在拒絕加入他們的時候被殺。丁最初更喜歡足球而不是魁地奇，其宿舍裡有一張韋斯咸足球會的海報。丁隨後由母親和繼父撫養長大，並且有幾個同父異母的弟妹。丁於《神秘的魔法石》的原稿中被命名為「加里（Gary ）」。在編輯要求減少章節長度後，羅琳在英國版的小說中省略了對他身體的描述（如「一個比榮恩高的黑人男孩」），但它被收錄於美國版之中。其背景故事最初於《消失的密室》中進行擴展，但由於她無法把其融入故事情節，故她最終將其刪掉了。
丁於《鳳凰會的密令》中加入了鄧不利多的軍隊，並當哈利與鄧不利多堅持指佛地魔經已回來的時候，他也相信二人所言；然而當哈利與西莫就《預言家日報》關於哈利編造這個故事的指控發生激烈爭吵時，丁拒絕偏袒任何一方。在該學期結束時，他開始見到金妮·衛斯理，二人還在《混血王子的背叛》中約會，但金妮認為丁總是咄咄逼人和過度保護，這導致了他們爭吵，從而結束他們的關係。後來他於凱蒂·貝爾住院的時候臨時填補了貝爾於葛來分多魁地奇球隊的空缺。丁的角色於《死神的聖物》中得到了擴展。由於無法證明自己實際上是混血兒，他並沒有回到霍格華茲，而是繼續逃離魔法部，因為他們正在按照佛地魔的命令圍捕麻瓜出身者。哈利、榮恩和妙麗在執行任務時第一次遇到了他，三人偷聽到他跟其他逃亡者泰德·東施、德克·柯斯維的對話，還有精靈拉環和果納（Gornuk）。死拿錢很快便對這群人惡毒地作出襲擊。丁和拉環是唯一的倖存者，他跟哈利、榮恩和妙麗一起被抓獲並且被帶到馬份莊園。他們都被多比所救，並送到比爾與花兒位於貝殼居的家尋求保護。在小說的結尾中，丁回到霍格華茲並參與霍格華茲之戰，跟芭蒂·巴提一同對抗安東寧·杜魯哈。

## 迴響與意義
該個小組已被分析為一個轉喻，並作為學生行動主義和鼓舞人心的教育實踐的一個虛構的例子。

## 現實世界的影響
鄧不利多的軍隊之目標啟發了作為《哈利波特》粉絲的演員／喜劇演員安德魯·史萊克（Andrew Slack），他創建了一個名為「哈利波特聯盟（Harry Potter Alliance）」的組織，以突出蘇丹的危機和社會不平等。在一次訪談中，史萊克把哈利與鄧不利多的軍隊跟達爾富爾作出比較，聲稱：「魔法部與《預言家日報》（巫師世界的主流新聞來源）都否認佛地魔經已回歸並捲土重來，邪惡並且正在醞釀，哈利與他的地下反抗組織鄧不利多的軍隊跟成年人組織鳳凰會合作，以喚醒世界進入和平的時代。」